# Élections municipales québécoises de 1985
Les élections municipales québécoises de 1985 sont les scrutins tenus le 3 novembre 1985 dans certaines municipalités du Québec. Elles permettent de déterminer les maires et/ou les conseillers de ces municipalités.
Les élections ont notamment lieu à Québec et à Verdun.